# シーダーオルアン
シーダーオルアン（タイ語: ศรีดาวเรือง、本名：ワンナー・サワッシー、1941年 - ）は現代タイ王国の作家。
タイの作家としては特異な経歴や作風でありながら、数々の文学賞を受賞し、高く評価されている。作家活動の前にはさまざまな仕事を経験しており、欧米文芸の教養にもとづく同年代のタイの作家とは異なる。また、タイでは少数派に属する純文学作家であり、作品は社会的弱者の視点で描かれている。同年代のタイの女性作家は政治問題から離れたテーマが多かったが、シーダーオルアンはテーマと技法の挑戦を続けた。

## 略歴
タイ北部のピサヌローク県の農村に生まれ、両親は農村では珍しく読書を趣味にしており、シーダーオルアンも物語の読み書きに親しんで育った。初等教育を卒業してからはバンコクに上京して家政婦や売り子などの仕事につき、実家に送金をしながら生活した。いったん帰郷したが父と母が相次いで死去し、弟妹たちを養うために再びバンコクで工場の女工や売り子として働いた。家族の学業がすむと自己投資として洋裁、運転、タイピングの技術を学びながら仕事を続けた。送金後に残った金銭で本や雑誌を読み、当時は連載の恋愛小説を好んでいた。
1970年代にタイ国内で労働運動や農民運動が活発になった時期に、作家・編集者のスチャート・サワッシーと出会って結婚する。スチャートはシーダーオルアンが書いた自由詩に才能を認めて執筆をすすめ、血の日曜日事件もきっかけとなって彼女の執筆活動が始まった。シーダーオルアンはスチャートの蔵書を読み、大学卒のスチャートが驚くほどのペースで文芸作品を吸収していった。この時期にシーダーオルアンが大きな影響を受けたタイの作品には、シーブーラパーの『また会う日まで』や、セーニー・サオワポンの『妖魔』、チット・プーサミックやナーイピーの詩などがある。国外の作品ではモーパッサン、スタインベック、ガルシア＝マルケスなどを翻訳で読み、特にゴーリキーの『母』から強い印象を受けた。スチャートのすすめで書いた詩が雑誌「一般大衆（Phuthuchon）」に掲載され、実体験をもとにした短編小説「一粒のガラス」（1975年）が雑誌「社会科学評論」に掲載された。ここで初めて筆名のシーダーオルアンを使い、以降は作品を次々に発表していった。
筆名のシーダーオルアンは、センジュギクを指す「ダーオルアン」に、接頭辞の「シー」（「麗しき」という意味）をつけたものである。父とセンジュギクを摘んだ記憶をもとにしており、シーを付けたのはスチャートの発案による。

## 作品
ガラス工場の女工を主人公とした「一粒のガラス」に代表されるように、労働現場での体験が作品に大きく影響している。労働や貧困、雇用者や権力者との対立が初期のテーマであり、次第に他の社会問題も描くようになった。僧侶の腐敗や、選挙における賄賂、フェミニズム、家庭内暴力などがそれである。1980年代以降は文体を駆使した実験的な作品も発表し、より人間の内面に焦点をあてて執筆を行っている。
作品の中心は短編小説であり、その他に長編小説、詩、戯曲、歌詞、コラムを執筆し、編集や児童文学の翻訳でも活動している。主な作品集として『一粒のガラス』（1983年）、『国民登録証』（1984年）、『マッシー』（1987年）、『白布の母』（1993年）がある。「草刈人」（1978年）でウォー・ナ・プラムアンマーク賞、「それは選挙とともにやってきた」（1978年）でチョー・カーラケート新人賞、「からみあう蛇」で1986年のタイ言語図書協会の短編部門優秀賞を受賞した。また、これまでの創作活動を評価されて平和芸術賞とシーブーラパー賞を受賞した。

## 日本語訳著作
- 「末っ子」「草刈人」（『ナーンラム タイ作家・詩人選集』所収）吉岡みね子訳、大同生命国際文化基金〈アジアの現代文芸〉、2017年。
- 『一粒のガラス』 宇戸優美子編訳、大同生命国際文化基金〈アジアの現代文芸〉、2017年。 - 日本オリジナル短編集
  - 「からみあう蛇」Ngu Kiao（1986年）
  - 「手」Mu（1976年）
  - 「白布の母」Mae Salu（1992年）
  - 「父」Pho（1975年）
  - 「人称代名詞交替の幻覚」Phap Luang Ta Kiaokap Kanplian Sapphanam（1987年）
  - 「カエルのスープ」Dut Dang Ca Khai Khuen（1989年）
  - 「マッシー」Matsi（1985年）
  - 「闇のあとの光」Muet Laeo Sawang（1980年）
  - 「国民登録証」Bat Prachachon（1982年）
  - 「我が友いまだ街から帰らず」Phuan Chan Yang Mai Klap Cak Nai Muang（1978年）
  - 「蚊帳」Mung（1984年）
  - 「森の人々」Phuak Nai Pa（1975年）
  - 「やめるべき習慣」Prapheni Thi Yok Loek（1978年）
  - 「それは選挙とともにやってきた」Man Ma Kap Kanluaktang（1978年）
  - 「失望」Phit Wang（1975年）
  - 「黄衣の男」Chai Pha Luang（1975年）
  - 「静かに流れ落ちた涙」Namta Lai Ngiap（1981年）
  - 「一粒のガラス」kaeo Yot Diao（1975年）
  - 「労働と賃金」Raengngan Kap Ngoen（1975年）
  - 「負けず嫌いな男」Phu Mai Yom Phae（2013年）
  - 「女系サイクル」Banpha Satri（1989年）